# Edgar Bernhardt
Edgar Andriejewicz Bernhardt (ros. Эдгар Андреевич Бернхардт, ur. 30 marca 1986 w Nowopawłówce) – kirgiski piłkarz rosyjskiego pochodzenia, występujący na pozycji pomocnika, zawodnik Dhaka Abahani i Reprezentacji Kirgistanu.

## Życiorys
Posiada również obywatelstwo Kirgistanu i Rosji. Pomimo niemieckich korzeni, Bernhardt uważa się za Rosjanina.

### Kariera klubowa
Bernhardt rozpoczynał karierę w juniorskiej sekcji regionalnego klubu Preußen Espelkamp. Następnie przeniósł się do VfL Osnabrück, które w tym okresie występowały w 2. Bundeslidze i Regionallidze (stanowiącej wtedy 3. poziom rozgrywkowy). Stamtąd trafił do Eintrachtu Brunszwik, jednakże grał głównie w rezerwach zespołu. W 2007 roku Bernhardt przeszedł do występującego w holenderskiej Eerste divisie FC Emmen. Po roku powrócił do ligi niemieckiej, do VfL Osnabrück. Później, przez pół sezonu, reprezentował Wuppertaler SV.
W 2010 roku został zawodnikiem fińskiego Vaasan Palloseura, rozgrywając dla klubu 33 spotkania. Po dwóch latach odszedł do FC Lahti, a 9 sierpnia 2012 podpisał roczny kontrakt z Cracovią. Zadebiutował w drużynie 22 sierpnia 2012 w meczu z Okocimskim Brzesko. Krakowski klub nie przedłużył wygasającego 30 czerwca 2014 kontraktu zawodnika. W sierpniu 2014 podpisał kontrakt z FF Jaro. 26 lutego 2015 Edgar Bernhardt został oficjalnie zawodnikiem Widzewa Łódź, podpisując z pierwszoligowcem półroczny kontrakt z opcją przedłużenia o następne 2 lata. W lipcu 2015 roku przeniósł się do Tajlandii, gdzie podpisał kontrakt z klubem Prachuap FC. W styczniu 2018 podpisał kontrakt z tyskim GKS-em. W maju 2019 został nowym zawodnikiem malezyjskiego klubu Kedah FA.
1 listopada 2019 podpisał kontrakt z bangladeskim klubem Dhaka Abahani, bez odstępnego.

### Kariera reprezentacyjna
W reprezentacji Kirgistanu zadebiutował 11 czerwca 2015 na Stadionie Narodowym Bangabandhu (Dhaka, Bangladesz) w meczu eliminacyjnym podczas Mistrzostw Świata 2018 przeciwko reprezentacji Bangladeszu, strzelając gola.

## Sukcesy

### Klubowe
Cracovia
- Zdobywca drugiego miejsca I ligi polskiej: 2012/2013

Kedah FA
- Zwycięzca Pucharu Ligi Malezyjskiej: 2019
- Zdobywca drugiego miejsca Pucharu Malezji: 2019